# Великі Сабиці
Великі Сабиці (рос. Большие Сабицы) — присілок у Лузькому районі Ленінградської області Російської Федерації.
Населення становить 69 осіб. Належить до муніципального утворення Волошовське сільське поселення.

## Історія
Згідно із законом від 28 вересня 2004 року № 65-оз належить до муніципального утворення Волошовське сільське поселення.

## Населення
| 1710 | 1838 | 1862 | 1958 | 1997 | 2007 | 2010 |
| ---- | ---- | ---- | ---- | ---- | ---- | ---- |
| 49   | ↗155 | ↘125 | ↗359 | ↘102 | ↘76  | ↘69  |